# Alfred Wilson
Alfred Mayo "Al" Wilson (født 31. december 1903 i Minneapolis, Minnesota, død 27. oktober 1989 i Vineyard Haven, Massachusetts) var en amerikansk roer og olympisk guldvinder.

## Rokarriere
Wilson roede for Bulldogs ved Yale University alle fire år, han gik på universitetet, og han var med til at vinde fire gange over otteren fra Harvard University i den periode. Otteren fra Yale Bulldogs repræsenterede USA ved OL 1924 i Paris med en besætning bestående af Rockefeller, Leonard Carpenter, Howard Kingsbury, Al Lindley, John Miller, Fred Sheffield, Benjamin Spock, James "Babe" Rockefeller og styrmand Laurence "Chick" Stoddard. Der deltog i alt ti både i konkurrencen, hvor amerikanerne sikkert vandt deres heat. I finalen var de ligeledes overlegne og vandt med mere end femten sekunder foran Canada på andenpladsen, mens Italien blev nummer tre.

## Videre karriere
Efter at have taget sin eksamen arbejdede han en tid i Boston, men vendte så hjem til Minnesota under anden verdenskrig og arbejdede der resten af sit arbejdsliv hos Honeywell Corp.

## OL-medaljer
- 1924:  Guld i otter